# Motyle Lesotho
Motyle Lesotho, lepidopterofauna Lesotho – ogół taksonów motyli, których występowanie stwierdzono na terenie Lesotho. Do końca 2004 roku z obszaru tej południowoafrykańskiej enklawy wykazano 393 gatunków z 225 rodzajów. Ich checklistę opublikował w 2005 roku Grzegorz Kopij. Poniższa lista bazuje na tej publikacji z uwzględnieniem zmian w systematyce i późniejszych doniesień.

## Barczatkowate(Lasiocampidae)
- Eutricha denticulata
- Mesocelis monticola
- Phyllalia patens
- Pseudolyra distincta
- Sena donaldsonii
- Streblote cristata
- Tissanga pretoriae

## Bielinkowate(Pieridae)
- Belenois aurota
- Catopsilia florella
- Colias electo
- Colotis agoye
- Colotis evenina
- Colotis subfasciatus
- Eurema brigitta
- Pinacopteryx eriphia
- Pontia helice

## Ethmiidae
- Ethmia rhomboidella

## Garbatkowate(Notodontidae)
- Antheua mixta
- Antheua ornata
- Antheua simplex

## Koszówkowate(Psychidae)
- Criocharacta amphiactis[2]

## Miernikowcowate(Geometridae)
- Aethiopodes saxeticola[3]
- Aethipodes perplexata
- Aethipodes staudei
- Argyrophora leucochrysa
- Argyrophora retifera
- Argyrophora trofonia
- Argyrophora variabilis
- Chiasmia johnston
- Chiasmia simplicilinea
- Dichroma equestralis
- Drepanogynis antennaria
- Drepanogynis dochmoleuca
- Drepanogynis fuscimargo
- Drepanogynis miltodes[3]
- Drepanogynis nephelochroa[3]
- Drepanogynis styx[3]
- Entephria aurisquamaria[3]
- Entephria epipercna[3]
- Entephria glaucocyma[3]
- Entephria leucosticta[3]
- Entephria maraisi[3]
- Entephria mesozona[3]
- Epirrhoe achatina
- Eupithecia altitudinis
- Eupithecia angustiarum
- Eupithecia hypophasma
- Eupithecia infectaria
- Eupithecia laticallis
- Eupithecia liqalaneng
- Eupithecia maloti
- Eupithecia monticola
- Eupithecia pettyioides
- Eupithecia polylibades
- Eupithecia reginamontium
- Gnophos spinicosta[3]
- Gnophos truncatipennis[3]
- Haplolabida inaequata
- Hypotephrina polystriga
- Isturgia deerraria
- Mimoclystia pudicata
- Orthonama obstipata
- Pachycnemoides atopa[3]
- Pachycnemoides basutensis
- Pachycnemoides obfuscata
- Parectropis alticolaria[3]
- Parectropis delosaria[3]
- Parectropis pectinicornis[3]
- Parectropis simplex[3]
- Piercia alpinaria[3]
- Piercia bryophilaria
- Piercia lichenocosmia[3]
- Piercia petraria[3]
- Prasinocyma germinaria
- Prasinocyma immaculata
- Prosomphax horitropha[3]
- Pseodolarentia megalaria
- Pseudomaenas alcidata
- Pseudomaenas dukei
- Pseudomaenas eumetrorrhabda
- Pseudomaenas margarita
- Pseudomaenas oncodogramma
- Pseudomaenas orophila
- Pseudomaenas staudei
- Rhodometra sacraria
- Scopula gazelaria
- Scopula massalis
- Scopula punctilineata
- Scopula sinnaria
- Scotopteryx cryptospilata
- Scotopteryx deversa
- Scotopteryx disputaria
- Xanthorhoe poseata

## Modraszkowate(Lycaenidae)
- Aloeides almeida
- Aloeides aranda
- Aloeides braueri
- Aloeides dentatis
- Aloeides henningi
- Aloeides maloti
- Aloeides molomo
- Aloeides oreas
- Aloeides pierus
- Aloeides rileyi
- Aloeides taikosama
- Aloeides thyra
- Aloeides trimeni
- Anthene definita
- Azanus jesous
- Azanus ubaldus
- Cacyreus marshalli
- Cacyreus tespis
- Chilades trochylus
- Chrisoritis chrysaor
- Chrisoritis pelion
- Chrisoritis thysbe
- Chrisoritis turneri
- Chrysoritis oreas
- Cigaritis mozambica
- Cigaritis natalensis
- Crudaria leroma
- Cupidopsis cissus
- Cupidopsis jobates
- Eicochrysops messapus
- Harpendyreus noquasa
- Harpendyreus tsomo
- Lampides boeticus
- Lepidochrysops asteris
- Lepidochrysops ketsi
- Lepidochrysops latsea
- Lepidochrysops lerothodi
- Lepidochrysops loewensteini
- Lepidochrysops oosthuizeni
- Lepidochrysops ortygia
- Lepidochrysops patricia
- Lepidochrysops variabilis
- Leptomyrina lara
- Leptomyrina hirundo
- Leptotes pirithous – modrogończyk wędrowiec
- Lycaena orus
- Lycaena clarkei
- Orachrysops lacrimosa
- Orachrysops nasuta
- Oraidium barberae
- Thestor basutus
- Zizeeria knysna
- Zizula hylax

## Mrocznicowate(Erebidae)

### Brudnicowate(Lymanthriidae)
- Bracharoa dregei
- Bracharoa tricolor
- Polymona rufifemur

### Niedźwiedziówkowate(Arctiidae)
- Ceryx fulvescens
- Cyana pretoriae
- Estigmene lemniscata
- Leucaloa eugraphica
- Macrosia fumeola
- Ovenna vicaria
- Paralacydes arborifera
- Paramaenas strigosus
- Paraona interjecta
- Pasteosia plumbea
- Rhodogastria amasis
- Saenura flava
- Spilosoma scortillum
- Spilosoma dissimile
- Utethesia pulchella

## Niesobkowate(Hepialidae)
- Eudalaca albistriata

## Omacnicowate(Pyralidae)
- Aglossa basalis
- Aglossa pinguinalis
- Ancylosis montana
- Ancylosis namibiella
- Etiella zinckenella
- Euzophera neomeniella
- Euzophera villora
- Triphassa stalachtis

## Pawicowate(Saturniidae)
- Bunaea alcinoe
- Imbrasia belina
- Imbrasia cytherea
- Imbrasia tyrrhea
- Pseudobunaea irius
- Pseudobunaea tyrrhena

## Paziowate(Papilionidae)
- Papilio demodocus
- Papilio nireus

## Piórolotkowate(Pterophoridae)
- Adania gentilis[4]
- Adania periarga[4]
- Agdistis arenbergeri[4]
- Agdistis danutae[4]
- Agdistis maltinosa[4]
- Agdistis pustulalis
- Hellinsia basuto[4]
- Megalorhipida vivax[4]
- Merrifieldia innae[4]
- Oxyptilus secutor[4]
- Platyptilia barbarae[4]
- Platyptilia bowkeri[4]
- Platyptilia sabia[4]
- Platyptilia sochivkovi[4]
- Pterophorus africanus[4]
- Stenoptilia natalensis[4]

## Pomrowicowate(Limacodidae)
- Latoia johannes
- Pantoctenia gemmans
- Taeda aetitis

## Powszelatkowate(Hesperiidae)
- Coeliades forestan
- Gegenes niso
- Kedestes barberae
- Kedestes niveostriga
- Metisella aegipan
- Metisella malgacha
- Metisella syrinx
- Pelopidas thrax
- Spialia agylla
- Spialia asterodia
- Spialia dioma
- Spialia mafa
- Tsitana tsita

## Rusałkowate(Nymphalidae)
- Aeropates tulbaghia
- Acraea anacreon
- Acraea horta
- Acraea  natalica
- Acraea neobule
- Acraea stenobea
- Byblia ilithyia
- Catacroptera cloanthe
- Charaxes jasius
- Cynthia cardui – rusałka osetnik
- Danus chrysippus
- Hypolimnas anthedon
- Hypolimnas misippus
- Junonia hierta
- Junonia oenone
- Melanitis leda
- Neita lotenia
- Paternympha narycia
- Phalanta phalantha
- Pseudonympha gaika
- Pseudonympha hippia
- Pseudonympha machacha
- Pseudonympha magoides
- Pseudonympha magus
- Pseudonympha paludis
- Pseudonympha penningtoni
- Pseudonympha varii
- Serradinga bowkeri
- Stygionympha scotina
- Stygionympha wichgrafi
- Torynesis orangica
- Torynesis pringlei

## Skośnikowate(Gelechiidae)
- Schizovalva guillarmodi
- Schizovalva isophanes

## Sówkowate(Noctuidae)
- Achaea catella
- Achaea sordida
- Acontina gratiosa
- Acrapex carnea
- Acrapex lepta
- Acrapex leptepilepta
- Adisura aerugo
- Adisura atkinsoni
- Dysgonia algira
- Earias insulana
- Effractilis effracta
- Eublemma anachoresis
- Eublemma bipartita
- Eublemma bolinia
- Eublemma ornatula
- Euplexia augens
- Eutelia adulatrix
- Gracilodes caffra
- Grammarctia bilinea
- Grammodes congenita
- Grammodes euclidioides
- Grammodes stolida
- Grammoscelis aganniphus
- Grammoscelis brincki
- Hadena bulgeri
- Helicoverpa armigera – słonecznica orężówka
- Heliocheilus stigmatia
- Heliothis scutuligera
- Heliothis xanthiata
- Hiccoda nigripalpis
- Hoplotarache dispar
- Hypena strigatus
- Hypocala deflorata
- Idia undulilinea
- Leucania amens
- Leucania loreyi
- Leucania polyrabda
- Malotia hirsuta
- Masalia disticta
- Masalia galatheae
- Matopo typica
- Mentaxya albifrons
- Mentaxya atritegulata
- Mentaxya ignicollis
- Micragrotis puncticostata
- Micragrotis strigibasis
- Mythimna corax
- Mythimna mamohau
- Mythimna semicorax
- Naarda  melanommoides
- Ochropleura creatochroa
- Ochropleura distriata
- Ochropleura reductistriga
- Oligia ambigua
- Oraesia provocans
- Oruza latifera
- Pandesma robusta
- Paradigma mamalapi
- Paradigma pectinicorne
- Phalerodes cauta
- Phytometra sacraria
- Plusia angulum
- Polydesma umbrocola
- Procrateria pterota
- Psectraxylia bisagittatum
- Rhodochlaena albidior
- Rhodochlaena hadenaeformis
- Sesamia ammopoecilma
- Sesamia coniota
- Sesamia calamistis
- Sesamia epunctifera
- Sesamia funebris
- Sesamia mediostriga
- Sesamia punctipennis
- Sesamia rubritincta
- Serrodes partita
- Sphingomorpha chlorea
- Spodoptera cilium
- Spodoptera exempta
- Syngrapha circumflexa
- Tathorhynchus plumbea
- Trichoplusia exquisita
- Trichoplusia orichalcea
- Trichoplusia vittata
- Tycomarptes inferior
- Tycomarptes superior
- Vietteania torrentium

## Tantnisiowate(Plutellidae)
- Plutella xylostella – tantniś krzyżowiaczek

## Thyretidae
- Automolis bicolora
- Automolis lateritia
- Automolis meteus
- Thyretes caffra

## Trociniarkowate(Cossidae)
- Azygophleps inclusa

## Wachlarzykowate(Crambidae)
- Ancylolomia chrysographella
- Ancylolomia prepiella
- Aurotalis  nigrisquamalis
- Bleszynskia malacellus
- Caffrocrambus endoxanthus
- Chilo partellum
- Dysallacta  negatalis
- Lamprophaia ablactalis
- Leucinodes orbonalis
- Loxostege frustalis
- Loxostege venustalis
- Mutuuraia impunctata
- Nomophila noctuella
- Palpita unionalis
- Pediasia contaminella
- Spoladea recurvali
- Udea ferrugalis
- Uresiphita polygonalis

## Zawisakowate(Sphingiidae)
- Acherontia atropos – zmierzchnica trupia główka
- Agrius convolvuli
- Basiothia charis
- Basiothia medea
- Cephonodes hylas
- Daphnis nerii – zmrocznik oleandrowiec
- Hippotion celerio – zmrocznik winniczak
- Hyles livornica – zmrocznik liguryjski
- Macroglossum trochilus
- Microsphinx pumila
- Nephele comma
- Pseudoclanis postica
- Rhodafra opheltes
- Temnora pylas
- Theretra cajus
- Theretra capensis

## Zwójkowate(Tortricidae)
- Eugnosta trimeni